# Cylindroiulus strasseri
Cylindroiulus strasseri är en mångfotingart som beskrevs av Karl Wilhelm Verhoeff 1930. Cylindroiulus strasseri ingår i släktet Cylindroiulus och familjen kejsardubbelfotingar. Inga underarter finns listade i Catalogue of Life.